# Термокарст
Термокарст или термичен карст е явление, предизвикано от слягане и пропадане на земната повърхност или образуване на подземни кухини, вследствие разтопяването на подземен лед или замръзнала почва на повърхността при повишаване на средногодишната температура на въздуха или при увеличаване на амплитудата на колебанията на температурата на почвата. Термокарстът е много характерно явление за районите с вечна замръзналост. Типичните форми на релефа, образували се в резултат от термокарстовите явления, са: малки езерни котловини, аласи, малки, предимно кръгли падини, блюдца и други отрицателни форми на релефа, а също кухини в подпочвения слой (гротове, ниши, ями). Термокарстът почти винаги е съпътстван и с други процеси (топлинно свиване и гравитационно преместване на размразени почвени и скални материали). Той може да се съчетае с плоскостно и подпочвено отмиване, солифлукция, суфозия, ерозия и абразия. Термокарст може да се развие също и на територии със стабилна и даже с активна криолитозона в резултат от нарушаване на динамичното равновесие във водния и топлинен режим на земната повърхност. Причини за проявлението на термокарст могат да станат още промишленото и гражданското строителство, изсичането на гори и много други фактори от стопанската дейност на човека.